# خاومي دومينيك
خاومي دومينيك سانشيز (بالإسبانية: Jaume Domènech Sánchez)‏، ولد في 5 نوفمبر 1990، في بلنسية، إسبانيا. هو لاعب كرة قدم إسباني يلعب كـحارس مرمى لصالح فالنسيا.

## وصلات خارجية
- خاومي دومينيك على موقع الاتحاد الأوربي (الإنجليزية)
- خاومي دومينيك على موقع قاعدة بيانات كرة القدم.إي يو (الإنجليزية)
- خاومي دومينيك على موقع Soccerbase.com (لاعب) (الإنجليزية)
- خاومي دومينيك على موقع Soccerway.com (الإنجليزية)
- خاومي دومينيك على موقع AS.com (الإسبانية)